# Населення Того
Населення Того. Чисельність населення країни 2015 року становила 7,552 млн осіб (100-те місце у світі). Оцінка кількості населення цієї держави враховує ефекти зайвої смертності через захворювання на СНІД. Чисельність тоголезців стабільно збільшується, народжуваність 2015 року становила 34,13 ‰ (29-те місце у світі), смертність — 7,26 ‰ (120-те місце у світі), природний приріст — 2,69 % (17-те місце у світі) . 

## Природний рух

### Відтворення
Народжуваність у Того, станом на 2015 рік, дорівнює 34,13 ‰ (29-те місце у світі). Коефіцієнт потенційної народжуваності 2015 року становив 4,48 дитини на одну жінку (28-ме місце у світі). Рівень застосування контрацепції 15,2 % (станом на 2010 рік). Середній вік матері при народженні першої дитини становив 21 рік, медіанний вік для жінок — 25—29 років (оцінка на 2014 рік).
Смертність у Того 2015 року становила 7,26 ‰ (120-те місце у світі).
Природний приріст населення у країні 2015 року становив 2,69 % (17-те місце у світі).

### Вікова структура

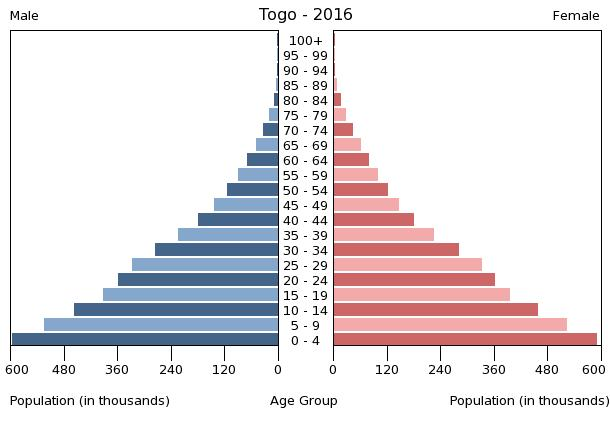
Віково-статева піраміда населення Того, 2016 рік

Середній вік населення Того становить 19,7 року (193-тє місце у світі): для чоловіків — 19,4, для жінок — 20 років. Очікувана середня тривалість життя 2015 року становила 64,51 року (179-те місце у світі), для чоловіків — 61,91 року, для жінок — 67,17 року.
Вікова структура населення Того, станом на 2015 рік, мала такий вигляд:
- діти віком до 14 років — 40,56 % (1 536 301 чоловік, 1 527 018 жінок);
- молодь віком 15—24 роки — 19,51 % (735 409 чоловіків, 738 276 жінок);
- дорослі віком 25—54 роки — 32,37 % (1 214 388 чоловіків, 1 230 218 жінок);
- особи передпохилого віку (55—64 роки) — 4,24 % (150 890 чоловіків, 169 158 жінок);
- особи похилого віку (65 років і старіші) — 3,32 % (108 474 чоловіки, 142 186 жінок)[1].

## Розселення
Густота населення країни 2015 року становила 134,3 особи/км² (99-те місце у світі).

### Урбанізація
Того середньоурбанізована країна. Рівень урбанізованості становить 40 % населення країни (станом на 2015 рік), темпи зростання частки міського населення — 3,83 % (оцінка тренду за 2010—2015 роки).
Головні міста держави: Ломе (столиця) — 956,0 тис. осіб (дані за 2015 рік).

### Міграції
Річний рівень еміграції 2015 року становив 0 ‰ (80-те місце у світі). Цей показник не враховує різниці між законними і незаконними мігрантами, між біженцями, трудовими мігрантами та іншими.

#### Біженці й вимушені переселенці
Станом на 2015 рік, у країні постійно перебуває 18,5 тис. біженців з Гани.
Того є членом Міжнародної організації з міграції (IOM).

## Расово-етнічний склад
| Етнічний склад (2015 рік) | Етнічний склад (2015 рік) | Етнічний склад (2015 рік) | Етнічний склад (2015 рік) | Етнічний склад (2015 рік) |
| ------------------------- | ------------------------- | ------------------------- | ------------------------- | ------------------------- |
| Етнос:                    |                           |                           | Відсоток:                 |                           |
| африканці                 | африканці                 |                           | 99%                       | 99%                       |
| інші                      | інші                      |                           | 1%                        | 1%                        |

Головні етноси країни: більше 37 племен і народів (найбільші з яких еве, міна і кабре) — 99 %, європейці і вихідці з Сирії та Лівану — 1 % населення.

## Мови
| Мови Того (2015 рік) | Мови Того (2015 рік) | Мови Того (2015 рік) | Мови Того (2015 рік) | Мови Того (2015 рік) |
| -------------------- | -------------------- | -------------------- | -------------------- | -------------------- |
| Мова:                |                      |                      | Відсоток:            |                      |
| французька           | французька           |                      | %                    | %                    |
| еве                  | еве                  |                      | %                    | %                    |
| каб'є                | каб'є                |                      | %                    | %                    |

Офіційна мова: французька (мова держустанов і бізнесу). Інші поширені мови: еве (південь), каб'є (північ).

## Релігії
| Релігії в Того (2012 рік) | Релігії в Того (2012 рік) | Релігії в Того (2012 рік) | Релігії в Того (2012 рік) | Релігії в Того (2012 рік) |
| ------------------------- | ------------------------- | ------------------------- | ------------------------- | ------------------------- |
| Віросповідання:           |                           |                           | Відсоток:                 |                           |
| християни                 | християни                 |                           | 29%                       | 29%                       |
| мусульмани                | мусульмани                |                           | 20%                       | 20%                       |
| місцеві вірування         | місцеві вірування         |                           | 51%                       | 51%                       |

Головні релігії й вірування, які сповідує, і конфесії та церковні організації, до яких відносить себе населення країни: християнство — 29 %, іслам — 20 %, місцеві вірування — 51 % (станом на 2015 рік).

## Освіта
Рівень письменності 2015 року становив 66,5 % дорослого населення (віком від 15 років): 78,3 % — серед чоловіків, 55,3 % — серед жінок.
Державні витрати на освіту становлять 4,8 % ВВП країни, станом на 2014 рік (91-ше місце у світі). Середня тривалість освіти становить 12 років (станом на 2011 рік).

## Охорона здоров'я
Забезпеченість лікарями в країні на рівні 0,05 лікаря на 1000 мешканців (станом на 2008 рік). Забезпеченість лікарняними ліжками в стаціонарах — 0,7 ліжка на 1000 мешканців (станом на 2011 рік). Загальні витрати на охорону здоров'я 2014 року становили 5,2 % ВВП країни (45-те місце у світі).
Смертність немовлят до 1 року, станом на 2015 рік, становила 45,22 ‰ (45-те місце у світі); хлопчиків — 51,76 ‰, дівчаток — 38,48 ‰. Рівень материнської смертності 2015 року становив 368 випадків на 100 тис. народжень (40-ве місце у світі).
Того входить до складу ряду міжнародних організацій: Міжнародного руху (ICRM) і Міжнародної федерації товариств Червоного Хреста і Червоного Півмісяця (IFRCS), Дитячого фонду ООН (UNISEF), Всесвітньої організації охорони здоров'я (WHO).

### Захворювання
Потенційний рівень зараження інфекційними хворобами в країні дуже високий. Найпоширеніші інфекційні захворювання: діарея, гепатит А, черевний тиф, малярія, гарячка денге, жовта гарячка, менінгококовий менінгіт, шистосомози, сказ (станом на 2016 рік).
2014 року зареєстровано 113,7 тис. хворих на СНІД (41-ше місце в світі), це 2,4 % населення в репродуктивному віці 15—49 років (26-те місце у світі). Смертність 2014 року від цієї хвороби становила 4,3 тис. осіб (35-те місце у світі).
Частка дорослого населення з високим індексом маси тіла 2014 року становила 6,4 % (169-те місце у світі); частка дітей віком до 5 років зі зниженою масою тіла становила 16,2 % (оцінка на 2014 рік). Ця статистика показує як власне стан харчування, так і наявну/гіпотетичну поширеність різних захворювань.

### Санітарія
Доступ до облаштованих джерел питної води 2015 року мало 91,4 % населення в містах і 44,2 % у сільській місцевості; загалом 63,1 % населення країни. Відсоток забезпеченості населення доступом до облаштованого водовідведення (каналізація, септик): у містах — 24,7 %, у сільській місцевості — 2,9 %, загалом по країні — 11,6 % (станом на 2015 рік). Споживання прісної води, станом на 2005 рік, дорівнює 0,17 км³ на рік, або 33,46 тонни на одного мешканця на рік: з яких 63 % припадає на побутові, 3 % — на промислові, 34 % — на сільськогосподарські потреби.

## Соціально-економічне становище
Співвідношення осіб, що в економічному плані залежать від інших, до осіб працездатного віку (15—64 роки) загалом становить 81,8 % (станом на 2015 рік): частка дітей — 76,8 %; частка осіб похилого віку — 5 %, або 19,9 потенційно працездатного на 1 пенсіонера. Загалом ці показники характеризують рівень потреби державної допомоги в секторах освіти, охорони здоров'я та пенсійного забезпечення, відповідно. За межею бідності 1989 року перебувало 32 % населення країни. Розподіл доходів домогосподарств у країні має такий вигляд: нижній дециль — 3,3 %, верхній дециль — 27,1 % (станом на 2006 рік).
Станом на 2013 рік, у країні 5 млн осіб не мали доступу до електромереж; 27 % населення має доступ, у містах цей показник дорівнює 35 %, у сільській місцевості — 21 %. Рівень проникнення інтернет-технологій надзвичайно низький. Станом на липень 2015 року в країні налічувалось 538 тис. унікальних інтернет-користувачів (138-ме місце у світі), що становило 7,1 % загальної кількості населення країни.

### Трудові ресурси
Загальні трудові ресурси 2007 року становили 2,595 млн осіб (112-те місце у світі). Зайнятість економічно активного населення у господарстві країни розподіляється таким чином: аграрне, лісове і рибне господарства — 65 %; промисловість і будівництво — 5 %; сфера послуг — 30 % (станом на 1998 рік). 774,8 тис. дітей у віці від 5 до 14 років (47 % загальної кількості) 2010 року були залучені до дитячої праці. Дані про рівень безробіття серед працездатного населення країни, станом на 2015 рік, відсутні.

## Кримінал

### Наркотики

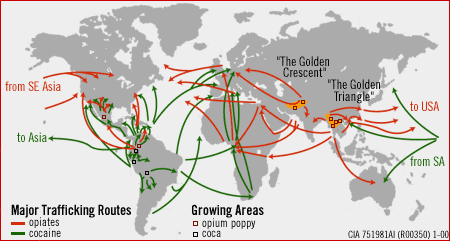
Світові маршрути наркотрафіку

Транзитна країна для нігерійського героїну і кокаїну; через нерозвиненість фінансової системи відмивання грошей не є значною проблемою.

### Торгівля людьми
Згідно зі щорічною доповіддю про торгівлю людьми (англ. Trafficking in Persons Report) Управління з моніторингу та боротьби з торгівлею людьми Державного департаменту США, уряд Того докладає значних зусиль у боротьбі з явищем примусової праці, сексуальної експлуатації, незаконною торгівлею внутрішніми органами, але законодавство відповідає мінімальним вимогам американського закону 2000 року щодо захисту жертв (англ. Trafficking Victims Protection Act’s) не повною мірою, країна перебуває у списку другого рівня.

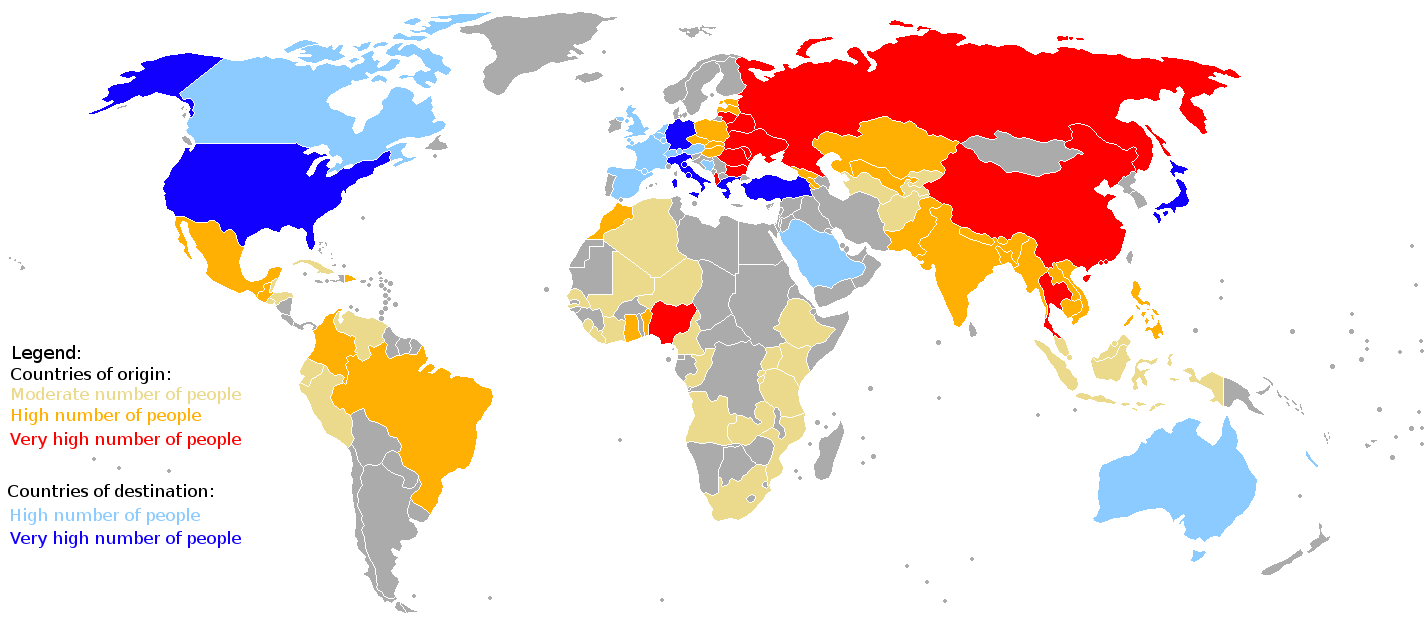
Країни-донори (червоний) і країни-реципієнти кримінальних потоків  (англ.)
Глобальна боротьба з торгівлею людьми (англ.)

## Гендерний стан
Статеве співвідношення (оцінка 2015 року):
- при народженні — 1,03 особи чоловічої статі на 1 особу жіночої;
- у віці до 14 років — 1,01 особи чоловічої статі на 1 особу жіночої;
- у віці 15—24 років — 1 особи чоловічої статі на 1 особу жіночої;
- у віці 25—54 років — 0,99 особи чоловічої статі на 1 особу жіночої;
- у віці 55—64 років — 0,89 особи чоловічої статі на 1 особу жіночої;
- у віці за 64 роки — 0,76 особи чоловічої статі на 1 особу жіночої;
- загалом — 0,98 особи чоловічої статі на 1 особу жіночої[1].

## Демографічні дослідження
Демографічні дослідження у країні ведуться рядом державних і наукових установ:

### Українською
- Атлас. 10—11 клас. Економічна і соціальна географія світу / упорядники :  О. Я. Скуратович, Н. І. Чанцева. — К. : ДНВП «Картографія», 2010. — ISBN 978-966-475-639-3.
- Атлас світу / голов. ред. І. С. Руденко ; зав. ред. В. В. Радченко ; відп. ред. О. В. Вакуленко. — К. : ДНВП «Картографія», 2005. — 336 с. — ISBN 9666315467.
- Безуглий В. В. Економічна і соціальна географія зарубіжних країн : Навчальний посібник. — К. : ВЦ «Академія», 2007. — 704 с. — ISBN 978-966-580-239-6.
- Безуглий В. В., Козинець С. В. Регіональна економічна і соціальна географія світу : Навчальний посібник. — видання 2-ге, доп., перероб. — К. : ВЦ «Академія», 2007. — 688 с. — ISBN 966-580-144-9.
- Головченко В. І., Кравчук О. Країнознавство: Азія, Африка, Латинська Америка, Австралія і Океанія. — К., 2006. — 335 с. — ISBN 966-8939-04-2.
- Гудзеляк І. І. Географія населення: Навчальний посібник / І. Гудзеляк. — Л. : Видавничий центр ЛНУ імені Івана Франка, 2008. — 232 с. — ISBN 978-966-613-599-8.
- Дахно І. І. Країни світу: Енциклопедичний довідник / І. І. Дахно, С. М. Тимофієв. — К. : Мапа, 2011. — 606 с. — (Бібліотека нового українця) — ISBN 978-966-8804-23-6.
- Дахно І. І. Економічна географія зарубіжних країн : навчальний посібник. — К. : Центр учбової літератури, 2014. — 319 с. — ISBN 978-611-01-0682-5.
- Джаман В. О. Регіональні системи розселення: демографічні аспекти. — Чернівці : Рута, 2003. — 392 с. — ISBN 9665685988.
- Дорошенко Л. С. Демографія: Навчальний посібник. — К. : МАУП, 2005. — 112 с. — ISBN 966-608-442-2.
- Дубович І. А. Країнознавчий словник-довідник. — 5-те вид., перероб. і доп. — К. : Знання, 2008. — 839 с. — ISBN 978-966-346-330-8.
- Економічна і соціальна географія країн світу. Навчальний посібник / За ред. Кузика С. П. — Л. : Світ, 2002. — 672 с. — ISBN 966-603-178-7.
- Загальна медична географія світу / В. О. Шевченко [та ін.] — К. : [б.в.], 1998. — 178 с.
- Книш М. М., Мамчур О. І. Регіональна економічна і соціальна географія світу (Латинська Америка та Карибські країни, Африка, Азія, Океанія) : навч. посіб. — Л. : ЛНУ ім. Івана Франка, 2013. — 368 с. — ISBN 978-617-10-0007-0.
- Крисаченко В. С. Динаміка населення: Популяційні, етнічні та глобальні виміри. — К. : Видавництво Національного інституту стратегічних досліджень, 2005. — 368 с. — ISBN 966-554-083-1.
- Любіцева О. О., Мезенцев К. В., Павлов С. В. Географія релігій. — К. : АртЕК, 1999. — 504 с. — ISBN 966-505-006-0.
- Масляк П. О. Країнознавство. — К. : Знання, 2007. — 292 с. — (Вища освіта XXI століття)
- Масляк П. О., Дахно І. І. Економічна і соціальна географія світу / П. О. Масляк, І. І. Дахно ; за ред. П. О. Масляка. — К. : Вежа, 2003. — 280 с. — ISBN 966-7091-53-8.

### Російською
- (рос.) Того // Демографический энциклопедический словарь / главн. ред. Валентей Д. И. — М. : Советская энциклопедия, 1985. — 608 с.
- (рос.) Того // Африка: энциклопедический справочник [в 2-х тт.] / гл. ред. А. Громыко. — М. : Советская энциклопедия, 1987. — Т. 2. — 671 с.
- (рос.) Того // Страны и народы. Африка. Западная и Центральная Африка / Редкол. : М. Б. Горнунг, Г. Б. Старушенко (отв. ред.) и др. — М. : «Мысль», 1979. — 301 с. — (Страны и народы) — 180 тис. прим.
- (рос.) Атлас народов мира / Отв. ред. С. И. Брук и В. С. Апенченко. — М. : ГУГК ГГК СССР и Институт этнографии им. Н. Н. Миклухо-Маклая АН СССР, 1964. — 185 с. — 20 тис. прим.
- (рос.) Численность и расселение народов мира. Этнографические очерки / под ред. С. И. Брука. — М. : Издательство АН СССР, 1962. — 487 с.
- (рос.) Лаппо Г. М. География городов: Учебное пособие для географических факультетов вузов. — М. : Туманит, изд. центр ВЛАДОС, 1997. — 476 с. — ISBN 5-691-00047-0.
- (рос.) Ягельский А. География населения. — М. : Прогресс, 1980. — 383 с.